# Sindrome di Sjögren
La sindrome di Sjögren (IPA /²ɧøːɡreːn/, in svedese Sjögrens syndrom) è una malattia infiammatoria cronica su base autoimmune, caratterizzata dalla distruzione di ghiandole esocrine (ghiandole salivari minori, ghiandole lacrimali, parotidi) mediata dai linfociti T.
Presenta inoltre un'eccessiva attivazione dei linfociti B con produzione di autoanticorpi quali fattore reumatoide (FR), anti SS-A/Ro e anti SS-B/La. Se la malattia si presenta come quadro isolato si parla di sindrome di Sjögren primaria, ma se è in associazione con altre malattie autoimmuni si presenta come sindrome di Sjögren secondaria.
Deve il nome al medico svedese Henrik Sjögren che studiò tale malattia in maniera sistematica.

## Epidemiologia
Ha una frequenza pari all'1% e colpisce soprattutto le donne (8:1) a partire dai 40 anni. Quindi non può essere definita una malattia rara. Ha una prevalenza nei malati di artrite reumatoide con un'incidenza del 30%. La predisposizione genetica è importante.

## Eziologia
Sembra essere associata a una predisposizione genetica legata ai geni HLA-DRw52 (che aumenta di 20 volte il rischio di sviluppare la malattia) e HLA-DR3, nonché probabilmente all'infezione virale da EBV e da HTLV-1 (virus T-linfotropico dell'uomo).

## Fisiopatologia
I due meccanismi di danno tissutale nella sindrome sono infiltrati linfocitari e deposizione di immunocomplessi. Inoltre il 10% dei pazienti sviluppa lo pseudolinfoma, il quale ha caratteristiche simili al linfoma ma un decorso benigno. Quasi ogni organo può essere colpito dalla patologia. La malattia è particolarmente attiva sulle ghiandole salivari nelle quali un afflusso di cellule mononucleate dà origine a un esito cicatriziale diffuso. Può verificarsi interessamento renale come nefrite interstiziale linfocitaria o glomerulonefrite da immunocomplessi. Il coinvolgimento polmonare è dato da infiltrati di cellule mononucleate, ma talvolta possono presentarsi masse pseudolinfomatose. I pazienti possono sviluppare vasculite da immunocomplessi in associazione a crioglobulinemia. Le manifestazioni a carico del sistema nervoso centrale e periferico sono secondarie alla vasculite. I malati presentano due tipi di alterazioni immunologiche: la prima è rappresentata dalla eccessiva attivazione delle cellule immunitarie costituite principalmente da linfociti T i quali possono provocare secchezza delle mucose, nefrite interstiziale, polmonite interstiziale e meningoencefalite. La seconda è rappresentata da un'attivazione policlonale dei linfociti B che determinano ipergammaglobulinemia, picchi policolonnali all'elettroforesi delle proteine e produzione di autoanticorpi. Tra questi ultimi sono frequenti il fattore reumatoide, gli anticorpi SSA(ANTI-Ro) e SSB(anti-La).

## Aspetti clinici
Sintomi e segni caratteristici sono:
- Secchezza della mucosa orale (xerostomia) che porta a disfagia e a infezioni del cavo orale[2]
- Secchezza oculare (xeroftalmia) caratterizzata da cheratocongiuntivite[2]
- Secchezza delle vie aeree (xerotrachea) con bronchiti ricorrenti, inoltre l'infiltrazione linfocitaria del polmone può evolvere in fibrosi polmonare[2]
- Secchezza vaginale dando come sintomo dispareunia
- Tumefazione delle ghiandole salivari maggiori
- Poliartrite non erosiva
- Frequente associazione con la cirrosi biliare primitiva[1]
- Fenomeno di Raynaud[1][2]
- Porpora cutanea per vasculite
- Problemi gastrointestinali (gastrite atrofica e deficit pancreatico che porta a dispepsia, anoressia e meteorismo)
- Pericardite
- Aumento di 40 volte del rischio di neoplasie linfatiche (linfomi non Hodgkin a cellule B), in particolare a carico delle parotidi
- Leucopenia con eosinofilia

## Diagnosi
- Test di Schirmer (positivo se la carta bibula messa nel fornice congiuntivale inferiore per 5 minuti si imbibisce per meno di 5 mm)
- Test del rosa bengala o con verde di lissamina (che colora le aree di congiuntivite)
- Scialografia, scialoTC e scintigrafia con tecnezio pertecnetato
- Presenza nel siero di FR, ENA (anticorpi anti antigeni nucleari estraibili) come gli SSa/Ro e SSb/La e ipergammaglobulinemia all'elettroforesi delle proteine sieriche (nel 90% dei casi)
- Biopsia del labbro inferiore (dove sono presenti ghiandole salivari minori)

## Terapia
La terapia si basa sull'alleviamento dei sintomi e sull'immunosoppressione.

### Xerostomia
I casi che presentano una lieve disfunzione ghiandolare possono essere trattati mediante stimolanti gustativi (caramelle acide, pastiglie, xilitolo) e/o stimolanti meccanici (gomme da masticare senza zuccheri) della secrezione salivare. Nel caso di disfunzione moderata si può ricorrere alla stimolazione farmacologica mediante pilocarpina o cevimelina. I pazienti intolleranti o che non rispondono agli agonisti muscarinici possono essere trattati con mucolitici come N-acetilcisteina e bromexina o coleretici come l'anetoltitrione. Per i casi severi, in cui la disfunzionale ghiandolare è totale e dove quindi le salivari non possono essere stimolate per via non-farmacologica o farmacologica, si utilizzano sostituti salivari sotto forma di gel, spray o sciacqui orali da associarsi sempre a gel a base di fluoruro di sodio per prevenire lo sviluppo di carie.

### Xeroftalmia
La terapia di prima scelta per la xeroftalmia è l'impiego di lacrime artificiali e gel lubrificanti a base di metilcellulosa o acido ialuronico che permettono di aumentare il volume del lago lacrimale, aumentare il tempo di permanenza delle lacrime artificiali sulla superficie oculare e ridurre l'attrito tra palpebra e bulbo oculare. Nei casi refrattari va considerata la possibilità di un trattamento a breve termine (2-4 settimane) con FANS o corticosteroidi topici. Nei casi che richiedono cicli ripetuti di corticosteroidi topici si utilizzano colliri contenenti immunosoppressori come la ciclosporina oppure colliri a base di siero autologo. Se tutte le precedenti terapie falliscono si possono impiegare piccoli tappi di collagene o di silicone (punctum plugs) che si applicano ai punti lacrimali.

### Dolore muscolo-scheletrico
Una moderata attività fisica aerobica riduce il dolore in una certa quota di pazienti. 
La terapia farmacologica prevede cicli di paracetamolo o FANS per via orale per 7-10 giorni; in casi lievi è possibile utilizzare anche le formulazioni topiche (diclofenac, ketoprofene) che presentano minore probabilità di effetti collaterali. Si può considerare l'utilizzo di antidepressivi e anticonvulsivanti. In casi selezionati si può ricorrere all'idrossiclorochina sebbene la sua efficacia sia dibattuta. In caso di dolore neuropatico vengono prescritti amitriptilina, gabapentin o pregabalin.

### Malattia sistemica attiva
Per la glomerulonefrite, i corticosteroidi hanno successo variabile così come nella polmonite interstiziale e nel pseudolinfoma, ma sono risultati inefficaci per le vasculiti cutanee. In caso di crioglobulinemia si ricorre a farmaci immunosoppressori, ma solo per brevi periodi poiché è un fenomeno episodico. La terapia per lo pseudolinfoma è attuabile solo in caso esso possa danneggiare gli organi vitali, poiché la terapia citotossica potrebbe farlo trasformare in un linfoma. In generale la prognosi della sindrome è buona.

## Decorso
La malattia è caratterizzata da periodi di stasi alternati ad altri di riacutizzazione.
Può essere anche il primum movens a distanza di anni di una malattia immunitaria più grave, spesso dell'artrite reumatoide.